# Metopius scrobiculatus
Metopius scrobiculatus là một loài tò vò trong họ Ichneumonidae.